# Pterostichinae
Sous-famille
Les Pterostichinae sont une sous-famille d'insectes coléoptères de la famille des Carabidae.

## Tribus
Abacetini - Caelostomini - Catapieseini - Chaetodactylini - Cnemalobini - Cratocerini - Drimostomatini - Loxandrini - Microcheilini - Morionini - Pterostichini - Sphodrini - Zabrini

## Principaux genres rencontrés en Europe
- Abacetus Dejean 1828
- Abax Bonelli 1810
- Amara Bonelli 1810
- Cedrorum Borges & Serrano 1993
- Crisimus Habelmann 1885
- Eutrichopus Tschitschérine 1897
- Henrotiochoromus Busulini 1958
- Henrotius Jeannel 1953
- Molopidius Jeannel 1942
- Molops Bonelli 1810
- Morion Latreille 1810
- Myas Sturm 1826
- Nesorthomus Bedel 1899
- Orthomus Chaudoir 1838
- Oscadytes Lagar Mascaro 1975
- Pedius Motschulsky 1850
- Percus Bonelli 1810
- Poecilus Bonelli 1810
- Pterostichus Bonelli 1810
- Rambousekiella Knirsch 1925
- Speluncarius Reitter 1886
- Speomolops Patrizi 1955
- Stenochoromus L. Miller 1866
- Stereocerus Kirby 1837
- Stomis Clairville 1806
- Styracoderus Chaudoir 1874
- Tanythrix Schaum 1858
- Tapinopterus Schaum 1858
- Tinautius Mateu 1997
- Troglorites Jeannel 1919
- Typhlochoromus Moczarski 1913
- Wolltinerfia Machado 1985
- Xenion Tschitschérine 1902
- Zabrus Clairville 1806
- Zariquieya Jeannel 1924